# Stora Hacksjön, Småland
Stora Hacksjön är en sjö i Växjö kommun i Småland och ingår i Mörrumsåns huvudavrinningsområde. Sjön har en area på 0,176 kvadratkilometer och ligger 184 meter över havet.

## Delavrinningsområde
Stora Hacksjön ingår i det delavrinningsområde (631081-144773) som SMHI kallar för Utloppet av Vikasjön. Medelhöjden är 200 meter över havet och ytan är 16,23 kvadratkilometer. Det finns inga avrinningsområden uppströms utan avrinningsområdet är högsta punkten. Vattendraget som avvattnar avrinningsområdet har biflödesordning 2, vilket innebär att vattnet flödar genom totalt 2 vattendrag innan det når havet efter 130 kilometer. Avrinningsområdet består mestadels av skog (77 %). Avrinningsområdet har 1,52 kvadratkilometer vattenytor vilket ger det en sjöprocent på 9,3 %.